# Гоупвелл Тауншип (округ Бівер, Пенсільванія)
Гоупвелл Тауншип (англ. Hopewell Township) — селище (англ. township) в США, в окрузі Бівер штату Пенсільванія. Населення — 13 495 осіб (2020).

## Демографія
Згідно з переписом 2010 року, у селищі мешкали 12 593 особи в 5270 домогосподарствах у складі 3571 родини. Було 5530 помешкань
Расовий склад населення:
| - 94,6 % — білих - 3,7 % — чорних або афроамериканців - 0,4 % — азіатів - 0,1 % — корінних американців |

До двох чи більше рас належало 1,1 %. Частка іспаномовних становила 1,2 % від усіх жителів.
За віковим діапазоном населення розподілялося таким чином: 19,2 % — особи молодші 18 років, 60,9 % — особи у віці 18—64 років, 19,9 % — особи у віці 65 років та старші. Медіана віку мешканця становила 45,1 року. На 100 осіб жіночої статі у селищі припадало 94,0 чоловіків;  на 100 жінок у віці від 18 років та старших — 92,2 чоловіків також старших 18 років.
Середній дохід на одне домашнє господарство  становив 72 875 доларів США (медіана — 64 224), а середній дохід на одну сім'ю — 85 839 доларів (медіана — 77 519). Медіана доходів становила 51 565 доларів для чоловіків та 42 137 доларів для жінок. За межею бідності перебувало 5,6 % осіб, у тому числі 6,6 % дітей у віці до 18 років та 7,1 % осіб у віці 65 років та старших.
Цивільне працевлаштоване населення становило 6088 осіб. Основні галузі зайнятості: освіта, охорона здоров'я та соціальна допомога — 22,2 %, роздрібна торгівля — 12,3 %, фінанси, страхування та нерухомість — 11,5 %, транспорт — 11,3 %.